# Brian Olson
Brian Perry Olson (Tallahassee, 6 de marzo de 1973) es un deportista estadounidense que compitió en judo.
Ganó una medalla en el Campeonato Mundial de Judo de 1997 y siete medallas en el Campeonato Panamericano de Judo entre los años 1996 y 2004. En los Juegos Panamericanos consiguió tres medallas entre los años 1995 y 2003.

## Palmarés internacional
| Campeonato Mundial      | Campeonato Mundial              | Campeonato Mundial | Campeonato Mundial |
| Año                     | Lugar                           | Medalla            | Categoría          |
| ----------------------- | ------------------------------- | ------------------ | ------------------ |
| 1997                    | París (Francia)                 | Medalla de bronce  | –86 kg             |
| Juegos Panamericanos    |                                 |                    |                    |
| Año                     | Lugar                           | Medalla            | Categoría          |
| 1995                    | Mar del Plata (Argentina)       | Medalla de bronce  | –86 kg             |
| 1999                    | Winnipeg (Canadá)               | Medalla de oro     | –90 kg             |
| 2003                    | Santo Domingo (Rep. Dominicana) | Medalla de oro     | –90 kg             |
| Campeonato Panamericano |                                 |                    |                    |
| Año                     | Lugar                           | Medalla            | Categoría          |
| 1996                    | San Juan (Puerto Rico)          | Medalla de plata   | –86 kg             |
| 1997                    | Guadalajara (México)            | Medalla de plata   | –86 kg             |
| 1998                    | Santo Domingo (Rep. Dominicana) | Medalla de oro     | –90 kg             |
| 2001                    | Córdoba (Argentina)             | Medalla de oro     | –90 kg             |
| 2002                    | Santo Domingo (Rep. Dominicana) | Medalla de plata   | –90 kg             |
| 2003                    | Salvador (Brasil)               | Medalla de bronce  | –90 kg             |
| 2004                    | Isla de Margarita (Venezuela)   | Medalla de plata   | –90 kg             |